# Civilization III
A Civilization III egy körökre osztott számítógépes stratégiai játék, mely 2001-ben jelent meg. A Civilization sorozat harmadik darabja, amelyet Jeff Briggs és Soren Johnson fejlesztettek. A sorozat atyja, Sid Meier nem vett részt a tervezési munkálatokban.
Hasonlóan a korábbi Civilization-játékokhoz, a játékos feladata egy birodalom felépítése és menedzselése, Kr.e. 4000-től egészen napjainkig. Ennek során többek között városokat lehet építeni és fejleszteni, katonai és egyéb egységeket kiképezni, fejlesztéseket építeni a tájon, új technológiákat kikutatni, csodákat építeni, illetve háborúzni más népekkel. 2002-ben a játék alapján társasjáték is készült.

## Játékmenet
A játéktérkép egy négyzethálós rács. Minden város, földterület és egység egy-egy négyzeten található, és egy négyzet akármennyi egységet elbír. A földterületekre építhetők fejlesztések, mint például út vagy vasút, de létesíthető rajtuk farm vagy bánya is. A városoknak legalább egy négyzetnyi távolságra kell lenniük egymástól, azaz nem érintkezhetnek. Mindez négyzet egy bizonyos fajta talajból áll, amely meghatározza annak termékenységét és termelékenységét. Azok a mezők, amelyek a városok körül találhatóak, mindig az adott város fejlődését segítik, és egy város egyszerre csak annyi vagy kevesebb mezőt használhat, amekkora a lakossága.
Az élelmezés nagyon fontos, ugyanis ez a játék egyik sarokköve. Élelem kell a lakosság fennmaradásához, valamint az egységeknek is. A fennmaradó élelmet a lakosság eltárolja. A termelést a játék pajzsokkal jelöli, ezzel lehet épületeket, egységeket vagy csodákat építeni. A gazdaság pénzen illetve különféle nyersanyagokon alapul, melyek közt vannak értékes luxustermékek is.
A lakosság boldogsága is lehet változó. Ha nagyon boldogtalanok, elkezdenek lázadni, és ebben az esetben a termelés megáll. Ha túl sokáig hagyjuk a lázadást, akkor a rendbontók épületeket kezdenek el lerombolni. Viszont ha boldogok, az nagyon jó hatással van a termelékenységre.
Ebben az epizódban már lehetséges munkások gyártása. Ők azok, akik a térképen található mezőket fejlesztik: ültetvényeket hozhatnak létre a több élelemért, bányákat építhetnek, illetve utakat és vasutakat építhetnek a gyorsabb közlekedés érdekében. Két civilizáció között akkor épülhet útkapcsolat, ha megengedik egymásnak az átjárást.
A városokban épületeket emelhetünk, de csak akkor, ha megfelelünk az előkövetelményeknek. Minden épületből csak egy lehet és fenntartásuk költséges. Ha szükséges, utóbb le is rombolhatjuk őket. Vannak továbbá csodák, amelyeket egy civilizáció építhet csak meg az egész világon, és bár felépítésük költséges és időigényes, jó bónuszokat adnak. Ebben a részben mutatkoztak be a kisebb csodák, amelyeket bármelyik civilizáció megépíthet, de csak egyszer. Ezeknek általában társadalmi és technológiai előfeltételei vannak, és ha háborúban elfoglaljuk az ellenség városát, akkor automatikusan lerombolódnak, amiket ott építettek fel.
A játék egyik legfontosabb eleme a kutatás-fejlesztés. Minden kikutatott technológia új egységeket, épületeket, csodákat, illetve bónuszokat hoz magával. A technológiai fa négy korra van lebontva: őskor, középkor, ipari kor, modern kor. Ahhoz, hogy új korba lépjünk, ki kel fejlesztenünk az ahhoz szükséges technológiát. Vannak köztük olyanok, amelyek nem fontosak az előrehaladás szempontjából, viszont előnyökkel járnak együtt. Ha akarjuk, akár kereskedhetünk is a technológiákkal.
A városokban négyféle ember lakik: munkás, művész, adószedő és tudós. Ha több városlakó van, mint ahány hadrafogható mező, a plusz emberek automatikusan művészek lesznek. A később megjelent kiegészítők ezt két új csoporttal bővítették ki: a rendőrrel és a mérnökkel.
Szintén újdonság a kultúra jelenléte. Minden városnak van egy kulturális szintje, amivel kihat a környező mezőkre. Lényegében a kultúra határa képezi a birodalmunk határait. Ahogy nő a városban a kultúra, úgy tágulnak kifelé a határok is és kerülnek az uralmunk alá. Ez a békés hódítás eszközéül is szolgálhat, ugyanis ha két birodalom határa találkozik, az erősebb kultúrával rendelkező gyarapszik, és ha történetesen egy város is az útban van, akár az is elképzelhető, hogy az adott város az uralmunk alá kerül.
A civilizációk immár rendelkeznek speciális tulajdonságokkal, tehát nemcsak kozmetikai jellegű döntés, hogy melyiket választjuk. Mindegyiküknek van egy egyedi egysége, amit csak az építhet, és ennek van történelmi előzménye is. A városlakóknak van nemzetisége is, attól függően, hogy melyik civilizáció alatt születtek. Erre emlékeznek is, egészen addig, amíg az adott civilizáció el nem tűnik a játékból.
A harcrendszer kisebb átalakításra került. Minden egység hagyományos egységként kezdi, a legtöbbjüknek három életpontja van ekkor. Ha elveszti az összes életpontját, az egység meghal. Sikeres csata után az egységek előléptethetők, ekkor erősebbek lesznek és több életpontjuk is lesz, maximum öt, az elit szinten. Újonnan besorozott egységek és barbárok kettő életponttal kezdenek. Minden egyes egységnek van egy támadási és védekezési pontértéke, amely eldönti a csata végkimenetelét. Bizonyos talajtípusok további bónuszokat adhatnak vagy vehetnek el. A csatát egy véletlengenerátor számolja ki. Ha egy elit egység győz, kis esélye van annak, hogy egy nagy vezér jön létre, aki felállíthat egy hadsereget vagy azonnal befejezhet egy épületet, amely a csodák építésénél lehet hasznos.
A játékban létezik a hulladék és a korrupció is, mint negatív tényezők. A kettő együtt megnehezíti a város menedzselését, miután akadályozzák a termelést. Jellemzően a birodalom szélein szoktak felhalmozódni, a fővárosban kevésbé jellemző. Értékük függ a játékos által választott kormányzati rendszertől is, de bizonyos épületek létesítése is segít a kordában tartásukban.
A játék többféleképpen megnyerhető. A hagyományos mód az, ha legyőzzük az összes többi civilizációt. Győzünk akkor is, ha a játék végén a világ kétharmada a mi uralmunk alatt áll. Kulturális győzelmet akkor arathatunk, ha a kultúra útján győzzük le az ellenfeleket. Diplomáciai győzelem aratható, ha minket választanak meg az ENSZ élére. Tudományos győzelmet érhetünk el, ha valamennyi fontos technológiát kifejlesztettünk és megépítettük az Alfa Centauri csillagrendszerbe tartó űrhajót. Ha ezek közül egyik sem valósul meg, az a játékos győz, akinek 2050-ig a legtöbb pontja van.

## Fogadtatás
Bemutatásakor az Egyesült Államokban a negyedik legjobban fogyó játék volt, csak 2001 hátralévő három hónapjában háromszázezer példányt adtak el belőle. 2006-ra az eladási számok túlszárnyalták a félmilliót, az Egyesült Királyságban pedig több mint százezer példány kelt el belőle.

## Kiegészítők
A játék megjelenését követően hamar jött az első patch, amely a kisebb javítások mellett a csoportos egységmozgatást is elérhetővé tette.
Az első kiegészítő, a Play The World 2002 októberében jelent meg. Ezzel nyolc új civilizáció került be, új egységek, valamint a többjátékos mód, amellyel rengeteg gond volt. A második kiegészítő, a Conquests 2003 novemberében jelent meg, amelyben kilenc történelmi scenario kapott helyet, hét új civilizáció, két új kormányforma és néptípus.
Mindezek együtt Civilization III: Complete Edition címmel is megjelentek, és a legtöbb internetes játékáruházban már ez a változat elérhető.